# PSR modell
A PSR modell vagy magyarul „terhelés–állapot–válasz” modell egy modell, aminek segítségével bemutatható az emberi tevékenység környezetre gyakorolt hatása, és ennek társadalmi következményei. A modell szerint az emberi tevékenység (terhelés) hatással van a környezeti erőforrások mennyiségére és minőségére (állapot) és az ezekben bekövetkezett változás szükségképpen reakciót (válasz) vált ki az egyes társadalmakból, közösségekből. A modell előnye, hogy a természeti, gazdasági és társadalmi folyamatok egységesen mutathatóak be a segítségével, és az ezek közötti kapcsolatok szélesebb közönséggel is könnyen megismertethetők. A modell lehetővé teszi a fenntarthatósággal kapcsolatos közbeszédet, tervezést és döntéshozatalt.

## Története
A modellt Anthony Friend kanadai statisztikus dolgozta ki a '70-es években. A PSR rövidítés az angol „Pressure-State-Response” („terhelés–állapot–válasz”) kifejezések kezdőbetűiből ered. A modellt az OECD és számos fenntarthatósággal, adatgyűjtéssel, tervezéssel foglalkozó intézmény alkalmazza.